# Berny-Ignatius
Berny-Ignatius es un dúo musical de hermanos de la India, se dieron a conocer dentro de la industria del cine malayalam, tras interpretar sus temas musicales en películas de mayor taquilla como Thenmavin Kombath, Chandralekha, Kottaram Veettile Apputtan, Kalyanaraman, Chess, Kaaryasthan y entre otros. Aparte de cantar o interpretar sus canciones, también componen y entre sus éxitos más conocidos son los siguientes temas musicales como Kali Poonguyile, Mayilayi Parannu Vaa, Poonilamazha peythirangiya, Kathayile Rajakumaranum, Aavani Ponnoonjal, Thamarapoovil vazhum, Puthumazhayayi vannu, Ponnitta Pettakam, Thechippoove Thenagasi Poove, Oru Kathilola y entre otros. Entre los instrumentos musicales que tocan con mucha experiencia son la guitarra, la guitarra eléctrica, la guitarra hawaina, la mandolina, el banjo, el Tarang bulbul, el armonio, el teclado y la melódica.

## Premios
Kerala State Film Awards
- 1994 – Best Music Director – Thenmavin Kombath

Kaumudi Awards
- 1994 – Best Music Director – Thenmavin Kombath

Otros reconocimientos
- 2011 – Aimfill Inspire award for Best Music Director – Marykkundoru Kunjaadu
- 2010 – Jaycee foundation award for Best Music Director – Kaaryasthan

## Filmografía

### Como directores de música
- Rajadhi Raja (2014)
- Maryade (2014)
- Sringaravelan (2013)
- Climax (2013)
- Cowboy (2012)
- Perinoru Makan (2012)
- Mayamohini (2012)
- Lucky Jokers (2011)
- Marykkundoru Kunjaadu (2010)
- Kaaryasthan (2010)
- Twenty:20 (2008)
- Hareendran Oru Nishkalankan (2007)
- Chess (2006)
- Vettam (2004)
- C. I. Mahadevan 5 Adi 4 Inchu (2004)
- Thudakkam (2004)
- Pulival Kalyanam (2003)
- Uthara (2003)
- Kalyanaraman (2002)
- Kanalkkireedam (2002)
- Raajapattam (2001)
- The Gift of God (2001)
- Chithrathoonukal (2001)
- Mele Vaaryathe Maaalaakhakkuttikal (2000)
- Priyam(2000)
- Mark Antony (2000)
- India Gate (2000)
- Summer Palace (2000)
- Indriyam (2000)
- Holi (1999)
- Thennaali Raman (1999)
- Aakasha Ganga (1999)
- Pattabhishekam (1999)
- Pranaya Nilavu (1999)
- Swastham Grihabaranam (1999)
- James Bond (1999)
- Manthrimaalikayil Manassammatham (1998)
- Kudumba Vaarthakal (1998)
- Aalibabayum Aarara Kallanmarum (1998)
- Grama Panchayath (1998)
- Kottaram Veettile Apputtan (1998)
- Mayilpeelikkavu (1998)
- Oro Viliyum Kathorthu (1998)
- Kalaapam (1998)
- Sreekrishnapurathe Nakshathrathilakkam (1998)
- Chandralekha (1997)
- Gajaraja Manthram (1997)
- Junior Mandrake (1997)
- Bharatheeyam (1997)
- Raajathanthram (1997)
- Shaanthipuram Thampuraan (1997)
- Ullasapoongattu(1997)
- Kavaadam (1996)
- Vanarasena (1996)
- Vrudhanmare Sookshikkuka (1995)
- Radholsavam (1995)
- Mangalyasoothram (1995)
- Manathe Kottaram (1994)
- Thenmavin Kombath (1994)
- Kaazhchakkappuram (1992)

### Puntuación de fondo
- Abhiyum Njanum
- Malayali
- Chathikkatha Chanthu